# Вуглець у природі

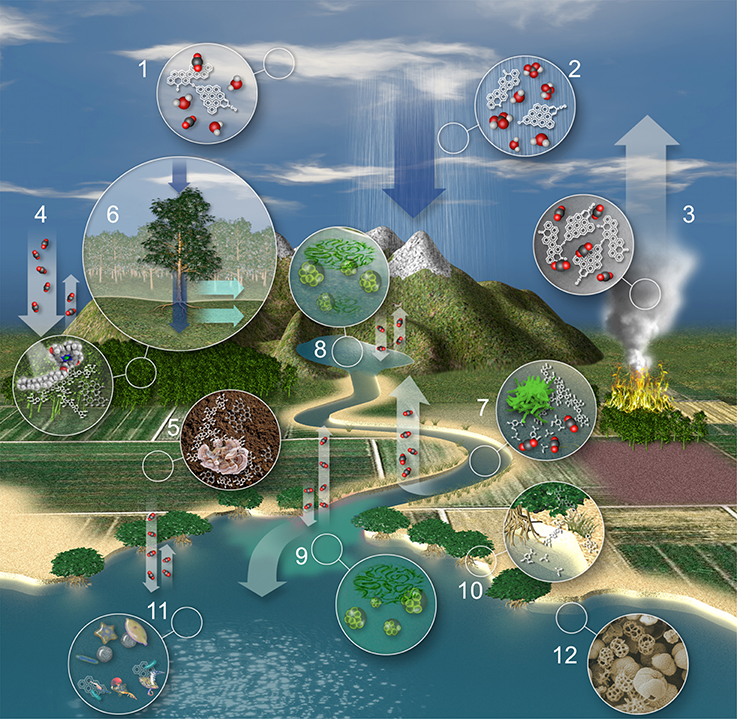
Шлях карбону з атмосфери до водойми: (1) Частинки карбону в атмосфері, що сприяють утворенню хмар. (2) Краплі дощу поглинають органічний та неорганічний вуглець за рахунок адсорбції органічних парів при падінні на землю. (3) При спалюванні та виверженнях вулканів утворюються висококонденсовані поліциклічні ароматичні молекули (тобто чорний вуглець), які повертаються в атмосферу разом із парниковими газами, такими як CO_{2}. (4) Наземні рослини фіксують атмосферний CO_{2} за допомогою фотосинтезу, повертаючи частину назад в атмосферу за допомогою дихання. (5) Зберігання та перетворення органічних решток внаслідок мікробної та грибкової діяльності. (6) Вода поглинає рослинні та осілі аерозольні, проходячи через лісові насадження (вздовж стовбурів/стебел рослин). Біогеохімічні трансформації відбуваються в міру всмоктування води у ґрунтовий розчин та водойми ґрунтових вод, а потік суходолом відбувається, коли ґрунти повністю насичуються або дощі випадають швидше ніж відбувається насичення ґрунту. (7) Органічний вуглець, отриманий з наземної біосфери та первинного виробництва in situ, розкладається мікробними угрупуваннями в річках та потоках разом з фізичним розкладанням (тобто фотоокисленням). (8) Озера, водосховища та заплави зазвичай зберігають велику кількість OC та відкладень, проте відбувається і гетеротрофія у товщі води, що призводить до чистого потоку CO_{2} в атмосферу. Також зазвичай є високим виробництво метану в оксидних відкладах заплав, озер і водосховищ. (9) Первинне виробництво, як правило, посилюється в річкових шлейфах за рахунок експорту річкових поживних речовин. (10) Прибережні болота як зберігають, так і експортують «блакитний вуглець». (11) Континентальні шельфи та відкритий океан зазвичай поглинають СО_{2} з атмосфери, запасаючи невелику частку фіксованого СО_{2} як органічний вуглець у (12) морських відкладах завдяки «біологічному насосу».

Вуглець у природі

## Вуглець у живій природі
Серед багатьох хімічних елементів, без яких неможливе життя на землі, вуглець є найголовнішим. Хімічні перетворення органічних речовин пов'язані з можливістю атома вуглецю утворювати довгі ланцюги та кільця.
Біогеохімічний цикл вуглецю, звичайно, дуже складний, оскільки він включає не тільки функціонування всіх форм життя, але й перенесення неорганічних речовин як між різними резервуарами вуглецю, так і у середині них. Основними резервуарами вуглецю є атмосфера, континентальна біомаса, включаючи ґрунти, гідросфера з морською біотою та літосфера.
Відомо більше мільйона органічних сполук, тисячі з яких беруть участь у біологічних процесах.

## Вуглець у атмосфері, гідросфері і літосфері
Більше 99% вуглецю в атмосфері знаходиться у вигляді вуглекислого газу.
Близько 97% вуглецю в океанах існує в розчиненій формі, а в літосфері — у вигляді мінералів.
Елементний вуглець присутній в атмосфері в малих кількостях у вигляді графіту і алмазу, а у ґрунті — у формі гумінових кислот.
Асиміляція вуглецю в процесі фотосинтезу призводить до утворення відновленого вуглецю, який присутній в біоті, мертвій органічній речовині ґрунту, у верхніх шарах осадових порід у вигляді горючих копалин, і в літосфері — у вигляді розсіяного недоокисненого вуглецю.
В океанах міститься велика кількість розчинених сполук органічного вуглецю, процеси окиснення яких маловідомі.
Вуглець є основою всіх органічних речовин. Кожен живий організм складається в значній мірі з вуглецю. Вуглець — основа життя, джерелом вуглеводів для живих організмів є СО2 з атмосфери або води.
В основі будови аморфного вуглецю лежить розупорядкована структура монокристалічного графіту. Це кокс, буре та кам'яне вугілля, сажа, активоване вугілля. Рідкий вуглець можна отримати під тиском вище 105 ат і температурах вище 3700°C. Кокс, сажа, деревне вугілля (твердий вуглець) мають таку ж будову, що й графіт. Для твердого вуглецю також характерним є стан з невпорядкованою структурою — так званий «аморфний» вуглець, який не являє собою самостійної модифікації . В основі його будови лежить структура дрібнокристалічного графіту. Нагрів деяких різновидів аморфного графіту вище 1500—1600° С без доступу повітря викликає їх перетворення на графіт. Фізичні властивості аморфного вуглецю дуже залежать від дисперсності частинок і наявності домішок. Густина, теплоємність, теплопровідність та електропровідність аморфного вуглецю завжди вище, ніж графіту.
Ретельні вимірювання вмісту атмосферного вуглецю було розпочато в 1957 році Кіплінгом в обсерваторії Мауна-Лоа. Регулярні вимірювання вмісту атмосферного вуглецю проводяться також на ряді інших станцій. З аналізу спостережень можна зробити висновок, що річна зміна концентрацій обумовлена в основному сезонними змінами циклу фотосинтезу та деструкції рослин на суші. На цей показник також впливає, хоча і в меншій мірі, річний хід температури поверхні океану, від якого залежить розчинність у морській воді. Третім і, мабуть, найменш важливим фактором є річний хід інтенсивності фотосинтезу в океані. Середній за кожен даний рік вміст вуглецю в атмосфері дещо вище в північній півкулі, оскільки джерела антропогенного надходження розташовані переважно в північній півкулі. Крім того спостерігаються невеликі міжрічні зміни вмісту, які, мабуть, визначаються особливостями загальної циркуляції атмосфери. За останні 25 років вміст вуглецю в атмосфері постійно зростає.
Маса діоксиду вуглецю в атмосфері оцінюється цифрою 400 мільярдів тон. В процесі вивітрювання та фотосинтезу щороку з атмосфери поглинається більше, ніж 800 мільйонів тон СО2. Якщо б не було механізму колообігу, то за кілька тисяч років вуглець повністю зник би з атмосфери, опинився «захованим» в гірських породах. За сучасними оцінками, маса діоксиду вуглецю, «захованого» в гірських породах, приблизно в 500 разів перевищує його запаси в атмосфері.
Ще одним переносником вуглецю є метан. Його в атмосфері також чимало — близько 5 мільярдів тон. Але із атмосфери відбувається переміщення метану в стратосферу і далі в космічний простір. Крім того метан витрачається під час фотохімічних реакцій. Тривалість існування молекули метану в атмосфері в середньому становить 5 років.
Запаси вуглецю на поверхні планети безперервно поповнюються. Основними джерелами постачання вуглецю вчені вважають космос і мантію Землі. Космічний простір постачає нам вуглець разом з метеоритною речовиною. Мантія планети — основний постачальник вуглецю, причому не тільки під час виверження вулканів, як вважалося раніше, але і при дегазації надр.
Головна невизначеність існуючих оцінок вмісту вуглецю обумовлена недостатньою повнотою даних про площі та вміст вуглецю в торф'яниках планети. Більш повільний процес розкладу сполук вуглецю в ґрунтах холодних кліматичних зон призводить до більшої концентрації вуглецю ґрунтів (на одиницю поверхні) в бореальних лісах і трав'янистих зонах середніх широт порівняно з тропічними екосистемами. Проте тільки невелика кількість (декілька відсотків і навіть менше) детриту, який потрапляє щороку в ґрунти залишається в них впродовж тривалого часу. Більша частина мертвої органічної речовини окиснюється за декілька років. В чорноземах близько 9% вуглецю підстилки характеризується часом обігу близько 5 місяців, а 2% вуглецю підстилки залишаються в ґрунті в середньому протягом 500—1000 років. Ця характерна риса ґрунтоутворювального процесу проявляється також в тому, що вік ґрунтів в середніх широтах, визначений радіоізотопним методом, складає від кількох сотень до 1000 років і більше. Проте швидкість розкладу органічної речовини при трансформації земель, зайнятих природною рослинністю, в сільськогосподарські угіддя зовсім інша. Наприклад, існує думка, що 50% вуглецю в ґрунтах, що використовуються в сільському господарстві Північної Америки, могло бути втрачено внаслідок окиснення, тому що експлуатація ґрунтів почалася до початку минулого століття.

## Вуглець як важливий біогенний елемент
Вуглець — дуже важливий біогенний елемент, який складає основу життя на Землі, структурна одиниця величезної кількості органічних сполук, що беруть участь у побудові організмів та забезпеченні їхньої життєдіяльності. Значна частина необхідної для організмів енергії утворюється в клітинах за рахунок окиснення вуглецю. Виникнення життя на Землі розглядається сучасною наукою як складний процес еволюції вуглецевих сполук.
Унікальна роль вуглецю в живій природі обумовлена його властивостями, яких у такому поєднанні не має жоден елемент періодичної системи. Між атомами вуглецю, а також між вуглецем та іншими елементами утворюються міцні хімічні зв'язки, які, проте можуть бути розірвані за порівняно м'яких умов. Ці зв'язки можуть бути одинарними, подвійними та потрійними. Здатність вуглецю утворювати чотири рівнозначні валентні зв'язки надає можливість для побудови вуглецевих скелетів різних типів — лінійних, розгалужених, циклічних. Показово, що всього три елемента — вуглець, кисень та водень — становлять 98% загальної маси живих організмів. Цим досягається певна економність в живій природі: при практично безмежнім структурнім різноманітті вуглецевих сполук невелика кількість типів хімічного зв'язку дозволяє набагато скоротити кількість ферментів, необхідних для розщеплення і синтезу органічних речовин. Особливості будови атома вуглецю лежать в основі різних видів ізомерії органічних сполук. Здатність до оптичної ізомерії виявилась вирішальною в біохімічній еволюції амінокислот, вуглеводів і деяких алкалоїдів.
Відповідно до гіпотези А.І.Опаріна та сучаснішої гіпотези РНК перші органічні сполуки на Землі мали абіогенне походження. За джерела вуглецю правили метан та ціанистий водень, які містилися в первинній атмосфері Землі. З виникненням життя єдиним джерелом неорганічного вуглецю, за рахунок якого утворюється вся органічна речовина біосфери, є двооксид вуглецю, який перебуває в атмосфері, а також розчинений в природних водах у вигляді H2CO3. Найпотужніший механізм засвоєння вуглецю (у формі СО2) — фотосинтез, який здійснюється повсюдно зеленими рослинами. Щороку асимілюється близько 100 мільярдів тон СО2.
Рослини поглинають вуглекислий газ з повітря, виділяючи в атмосферу такий же об'єм кисню. У присутності хлорофілу СО2 взаємодіє з водою, перетворюючись на складніші вуглецеві сполуки, наприклад вуглеводи. Схематично процес утворення вуглеводів може бути представлений рівнянням:
СО2 + 6Н2О = С6Н12О6 + О2
Одночасно утворюється крохмаль та різноманітні інші речовини, з яких складаються рослини.
На Землі існує еволюційно древніший спосіб засвоєння СО2 шляхом хемосинтезу. В цьому випадку мікроорганізми-хемосинтетики використовують не променисту енергію Сонця, а енергію окиснення неорганічних сполук. Більшість тварин споживає вуглець у вигляді вже готових органічних речовин. В залежності від способу засвоєння органічних сполук розрізняють автотрофні та гетеротрофні організми.
Окрім основної функції — джерела вуглецю — двооксид вуглецю розчинений в природних водах і біологічних рідинах, бере участь у підтримці оптимальної для життєвих процесів кислотності середовища.
У складі СаСО3 вуглець утворює зовнішній кістяк багатьох безхребетних тварин (наприклад, мушлі молюсків), а також міститься в коралах, шкаралупі яєць птахів тощо.
Такі сполуки вуглецю, як HCN, CO, CCl4, які переважали в первісній атмосфері Землі в добіологічний період, надалі, в процесі біологічної еволюції, перетворилися на сильні антиметаболіти обміну речовин.